# جايسون كولينز (متركمج)
جايسون كولينز (بالإنجليزية: Jason "Ratboy" Collins)‏ هو متركمج أمريكي، ولد في 4 يوليو 1974 في سانتا كروز في الولايات المتحدة.